# Torneo de Birmingham 2013
El  Aegon Classic 2013 es un torneo de tenis de femenino jugado al aire libre en césped. Es la 32.ª edición del evento. Se llevará a cabo en el Edgbaston Priory Club de en Birmingham , Inglaterra, Reino Unido, prevista entre el 9 y el 16 de junio de 2013.

## Cabeza de serie

### Individual
| Tenista              | Ranking | Preclasificada |
| Marion Bartoli       | 13      | —              |
| Roberta Vinci        | 15      | —              |
| Kirsten Flipkens     | 21      | 1              |
| Yekaterina Makarova  | 22      | 2              |
| Sorana Cîrstea       | 30      | 3              |
| Tamira Paszek        | 33      | 4              |
| Sabine Lisicki       | 34      | 5              |
| Mona Barthel         | 35      | 6              |
| Laura Robson         | 37      | 7              |
| Urszula Radwańska    | 40      | 8              |
| Yanina Wickmayer     | 41      | 9              |
| Hsieh Su-wei         | 42      | 10             |
| Ayumi Morita         | 44      | 11             |
| Kristina Mladenovic  | 46      | 12             |
| Bojana Jovanovski    | 47      | 13             |
| Heather Watson       | 48      | 14             |
| Francesca Schiavone  | 50      | 15             |
| Magdaléna Rybáriková | 52      | 16             |

### Dobles
| Tenista                          | Ranking | Preclasificada |
| Raquel Kops-Jones Abigail Spears | 29      | 1              |
| Chan Hao-ching Liezel Huber      | 52      | 2              |
| Ashleigh Barty Casey Dellacqua   | 66      | 3              |
| Daniela Hantuchová Hsieh Su-wei  | 67      | 4              |

## Campeonas

### Individuales
Daniela Hantuchová venció a  Donna Vekić por 7-6(7-5), 6-4

### Dobles
Ashleigh Barty /  Casey Dellacqua vencieron a  Cara Black /  Marina Erakovic por 7-5, 6-3